# The 39 Steps (serie de televisión)
The 39 Steps es una próxima serie limitada original de Netflix dirigida por Edward Berger y basada en la novela de 1915 del mismo nombre de John Buchan. Su historia sigue a un hombre promedio que se convierte en una pieza clave en una conspiración mundial para restablecer el orden mundial.

## Reparto y personajes
- Benedict Cumberbatch como Richard Hannay.